# Denemarken op de Olympische Zomerspelen 1932
Denemarken nam deel aan de Olympische Zomerspelen 1932 in Los Angeles, Verenigde Staten. Voor het eerst sinds 1908 werd er geen gouden medaille gewonnen.

## Medailleoverzicht
| Sport         | Olympiër                                | Discipline               | Medaille |
| ------------- | --------------------------------------- | ------------------------ | -------- |
| Gewichtheffen | Svend Olsen                             | -82,5kg (m)              | Zilver   |
| Gewichtheffen | Henry Hansen Leo Nielsen Frode Sørensen | wegwedstrijd team (m)    | Zilver   |
| Worstelen     | Abraham Kurland                         | -66kg Grieks-Romeins (m) | Zilver   |
| Boksen        | Peter Jørgensen                         | -79,4kg (m)              | Brons    |
| Gewichtheffen | Harald Christensen Willy Gervin         | tandem (m)               | Brons    |
| Zwemmen       | Else Jacobsen                           | 200m schoolslag (v)      | Brons    |

## Deelnemers en resultaten

### Atletiek
| Olympiër                   | Discipline   | Resultaat | Prestatie              |
| -------------------------- | ------------ | --------- | ---------------------- |
| Christian Markersen        | 1500m (m)    | 18e       | serie 1: 6de in 4.06,5 |
| Anders Hartington Andersen | marathon (m) | 10e       | 2:44.38                |

### Boksen
| Olympiër        | Discipline  | Resultaat | Prestatie |
| --------------- | ----------- | --------- | --- |
| Carl Jensen     | -66,7kg (m) | 5e        | 1ste ronde: W van SWE Althin: punten kwartfinale: V van GER Campe: punten                                               |
| Peter Jørgensen | -79,4kg (m) | Brons     | 1ste ronde: W van ARG Lang: punten halve finale: V van RSA Carstens: punten bronzen finale: W van IRL Murphy: walk-over |

### Gewichtheffen
| Olympiër    | Discipline  | Resultaat | Prestatie                                                                                |
| ----------- | ----------- | --------- | ---------------------------------------------------------------------------------------- |
| Svend Olsen | -82,5kg (m) | Zilver    | drukken: 1ste met 102,5kg trekken: 2de met 107,5kg stoten: 2de met 132,5kg totaal: 340kg |

### Schermen
| Olympiër                                                    | Discipline      | Resultaat | Prestatie |
| ----------------------------------------------------------- | --------------- | --------- | --- |
| Erik Kofoed-Hansen                                          | degen (m)       | 26e       | 1ste ronde groep 2: 9de met 6 overwinningen                                                                               |
| Aage Leidersdorff                                           | degen (m)       | 20e       | 1ste ronde groep 1: 5de met 7 overwinningen halve finale groep 2: 10de met 2 overwinningen                                |
| Axel Bloch Aage Leidersdorff Erik Kofoed-Hansen Ivan Osiier | degen team (m)  | 5e        | 1ste ronde groep 1: 1ste halve finale groep 2: 3de met 0 overwinningen                                                    |
| Axel Bloch                                                  | floret (m)      | 13e       | 1ste ronde groep 1: 6de met 3 overwinningen halve finale groep 1: 7de met 2 overwinningen                                 |
| Erik Kofoed-Hansen                                          | floret (m)      | 26e       | 1ste ronde groep 3: 9de met 1 overwinning                                                                                 |
| Ivan Osiier                                                 | floret (m)      | 14e       | 1ste ronde groep 2: 4de met 4 overwinningen halve finale groep 2: 7de met 3 overwinningen                                 |
| Axel Bloch Aage Leidersdorff Erik Kofoed-Hansen Ivan Osiier | floret team (m) | 4e        | 1ste ronde groep 2: 2de met 1 overwinning finale: 4de met 0 overwinningen                                                 |
| Axel Bloch                                                  | sabel (m)       | 20e       | 1ste ronde groep 2: 7de met 1 overwinning                                                                                 |
| Aage Leidersdorff                                           | sabel (m)       | 25e       | 1ste ronde groep 3: 9de met 1 overwinning                                                                                 |
| Ivan Osiier                                                 | sabel (m)       | 7e        | 1ste ronde groep 1: 3de met 3 overwinningen halve finale groep 1: 4de met 4 overwinningen finale: 7de met 4 overwinningen |
| Axel Bloch Aage Leidersdorff Erik Kofoed-Hansen Ivan Osiier | sabel team (m)  | 5e        | 1ste ronde groep 2: 3de met 0 overwinningen                                                                               |
|                                                             |                 |           | |
| Inger Klint                                                 | floret (v)      | 13e       | 1ste ronde groep 1: 7de met 2 overwinningen                                                                               |
| Gerda Munck                                                 | floret (v)      | 7e        | 1ste ronde groep 2: 3de met 4 overwinningen finale: 7de met 2 overwinningen                                               |
| Grete Olsen                                                 | floret (v)      | 8e        | 1ste ronde groep 1: 4de met 5 overwinningen finale: 7de met 2 overwinningen                                               |

### Schoonspringen
| Olympiër      | Discipline    | Resultaat | Prestatie    |
| ------------- | ------------- | --------- | ------------ |
| Ingrid Larsen | 3m plank (v)  | 8e        | 57,26 punten |
| Ingrid Larsen | 10m toren (v) | 5e        | 31,96 punten |

### Wielersport
| Olympiër                                | Discipline            | Resultaat | Prestatie                                    |
| Baan                                    | Baan                  | Baan      | Baan                                         |
| --------------------------------------- | --------------------- | --------- | -------------------------------------------- |
| Willy Gervin                            | sprint (m)            | 5e        | serie 1: 2de kwartfinale: V van AUS Gray     |
| Harald Christensen                      | tijdrit (m)           | 7e        | 1.16,0                                       |
| Harald Christensen Willy Gervin         | tandem (m)            | Brons     | series: 1ste halve finale 1: V van Frankrijk |
| Weg                                     |                       |           |                                              |
| Gunnar Andersen                         | wegwedstrijd (m)      | 18e       | 2:37.23,6                                    |
| Henry Hansen                            | wegwedstrijd (m)      | 12e       | 2:35.50,4                                    |
| Leo Nielsen                             | wegwedstrijd (m)      | 9e        | 2:32.48,6                                    |
| Frode Sørensen                          | wegwedstrijd (m)      | 5e        | 2:30.11,2                                    |
| Frode Sørensen Leo Nielsen Henry Hansen | wegwedstrijd team (m) | Zilver    | 7:38.50,2                                    |

### Worstelen
| Olympiër         | Discipline  | Resultaat   | Prestatie                                                                                               |
| Vrije stijl      | Vrije stijl | Vrije stijl | Vrije stijl                                                                                             |
| ---------------- | ----------- | ----------- | --- |
| Christian Schack | -61kg (m)   | 7e          | 1ste ronde: V van USA Nemir 2de ronde: V van FIN Pihlajamaki                                            |
| Barge Jensen     | -72kg (m)   | 6e          | 1ste ronde: V van GER Faldeak 2de ronde: V van USA VanBebber                                            |
| Grieks-Romeins   |             |             | |
| Christian Schack | -61kg (m)   | 6e          | 1ste ronde: V van JPN Kase                                                                              |
| Abraham Kurland  | -66kg (m)   | Zilver      | 1ste ronde: W van JPN Miyazaki 2de ronde: V van GER Sperling 3de ronde: vrij finale: V van SWE Malmberg |
| Barge Jensen     | -72kg (m)   | 5e          | 1ste ronde: W van NOR Dahl 2de ronde: V van EST Knapp 3de ronde: V van FIN Kajander                     |

### Zwemmen
| Olympiër       | Discipline          | Resultaat | Prestatie                                            |
| -------------- | ------------------- | --------- | ---------------------------------------------------- |
| Lilli Andersen | 100m vrije slag (v) | 10e       | serie 3: 3de in 1.11,6                               |
| Lilli Andersen | 400m vrije slag (v) | 7e        | serie 4: 2de in 6.05,1 halve finale 2: 4de in 6.05,5 |
| Else Jacobsen  | 200m schoolslag (v) | 10e       | serie 2: 1ste in 3.12,1 finale: 3de in 3.07,1        |

Argentinië · Australië · België · Brazilië · Brits-Indië · Canada · Colombia · Denemarken · Duitsland · Estland · Filipijnen · Finland · Frankrijk · Griekenland · Groot-Brittannië · Haïti · Hongarije · Ierland · Italië · Japan · Joegoslavië · Letland · Mexico · Nederland · Nieuw-Zeeland · Noorwegen · Oostenrijk · Polen · Portugal · Republiek China · Spanje · Tsjecho-Slowakije · Uruguay · Verenigde Staten · Zuid-Afrika · Zweden · Zwitserland